# Panamerikameisterschaften im Boxen 2017
Die 12. AIBA Panamerikameisterschaften im Boxen der Elite 2017 wurden vom 10. bis zum 18. Juni in Tegucigalpa, der Hauptstadt von Honduras, ausgetragen. Das zentralamerikanische Land war damit erstmals Austragungsort panamerikanischer Boxwettkämpfe. Gemeldet waren 131 männliche und 59 weibliche Boxer aus 23 Nationen. Bei den Männern wurden zudem 60 Plätze zur Teilnahme an den Weltmeisterschaften 2017 in Hamburg vergeben.

## Ergebnisse Männer

### Halbfliegengewicht (bis 49 kg)
| Platz | Land | Sportlerin        |
| ----- | ---- | ----------------- |
| 1     | COL  | Yuberjen Martínez |
| 2     | CUB  | Joahnys Argilagos |
| 3     | PUR  | Oscar Collazo     |
| 3     | ECU  | Carlos Quipo      |

### Fliegengewicht (bis 52 kg)
| Platz | Land | Sportlerin        |
| ----- | ---- | ----------------- |
| 1     | CUB  | Yosvany Veitía    |
| 2     | COL  | Ceiber Ávila      |
| 3     | VEN  | Franklin Gonzalez |
| 3     | CRC  | David Jiménez     |

### Bantamgewicht (bis 56 kg)
| Platz | Land | Sportlerin           |
| ----- | ---- | -------------------- |
| 1     | DOM  | Leonel de los Santos |
| 2     | CUB  | Javier Ibáñez        |
| 3     | MEX  | Christopher Flores   |
| 3     | USA  | Duke Ragan           |

### Leichtgewicht (bis 60 kg)
| Platz | Land | Sportlerin      |
| ----- | ---- | --------------- |
| 1     | CUB  | Lázaro Álvarez  |
| 2     | USA  | Delante Johnson |
| 3     | MEX  | Alberto Mora    |
| 3     | VEN  | Luis Cabrera    |

### Halbweltergewicht (bis 64 kg)
| Platz | Land | Sportlerin         |
| ----- | ---- | ------------------ |
| 1     | CUB  | Andy Cruz Gómez    |
| 2     | DOM  | Elvis Rodriguez    |
| 3     | USA  | Freudis Rojas      |
| 3     | CAN  | Arthur Biyarslanov |

### Weltergewicht (bis 69 kg)
| Platz | Land | Sportlerin        |
| ----- | ---- | ----------------- |
| 1     | CUB  | Roniel Iglesias   |
| 2     | USA  | Quinton Randall   |
| 3     | PUR  | Bryan Polaco      |
| 3     | DOM  | Juan Ramón Solano |

### Mittelgewicht (bis 75 kg)
| Platz | Land | Sportlerin      |
| ----- | ---- | --------------- |
| 1     | CUB  | Arlen López     |
| 2     | COL  | Jorge Vivas     |
| 3     | GUA  | Lester Martinez |
| 3     | MEX  | Hector Aguirre  |

### Halbschwergewicht (bis 81 kg)
| Platz | Land | Sportlerin          |
| ----- | ---- | ------------------- |
| 1     | CUB  | Julio César La Cruz |
| 2     | ECU  | Carlos Andrés Mina  |
| 3     | COL  | Jeison Monroy       |
| 3     | BRA  | Michel Borges       |

### Schwergewicht (bis 91 kg)
| Platz | Land | Sportlerin      |
| ----- | ---- | --------------- |
| 1     | CUB  | Erislandy Savón |
| 2     | ARG  | Yamil Peralta   |
| 3     | COL  | Deivis Julio    |
| 3     | ECU  | Julio Castillo  |

### Superschwergewicht (ab 91 kg)
| Platz | Land | Sportlerin       |
| ----- | ---- | ---------------- |
| 1     | CUB  | José Larduet     |
| 2     | COL  | Cristian Salcedo |
| 3     | USA  | Solomon Nkosi    |
| 3     | TRI  | Nigel Paul       |

## Ergebnisse Frauen

### Halbfliegengewicht (bis 48 kg)
| Platz | Land | Sportlerin            |
| ----- | ---- | --------------------- |
| 1     | CAN  | Kim Klavel            |
| 2     | VEN  | Irismar Cardoso       |
| 3     | USA  | Jacqueline Cuddeback  |
| 3     | COL  | Deicy Liliana Murillo |

### Fliegengewicht (bis 51 kg)
| Platz | Land | Sportlerin     |
| ----- | ---- | -------------- |
| 1     | USA  | Virginia Fuchs |
| 2     | CAN  | Mandy Bujold   |
| 3     | VEN  | Tayonis Cedeño |
| 3     | ARG  | Clara Lescurat |

### Bantamgewicht (bis 54 kg)
| Platz | Land | Sportlerin         |
| ----- | ---- | ------------------ |
| 1     | ARG  | Leonela Sánchez    |
| 2     | CAN  | Sara Haghighat-joo |
| 3     | USA  | Christina Cruz     |
| 3     | GUA  | Leilany Reyes      |

### Federgewicht (bis 57 kg)
| Platz | Land | Sportlerin       |
| ----- | ---- | ---------------- |
| 1     | COL  | Yeni Arias       |
| 2     | CAN  | Sabrina Aubin    |
| 3     | CRC  | Pamela Sanchez   |
| 3     | PUR  | Ashleyann Lozada |

### Leichtgewicht (bis 60 kg)
| Platz | Land | Sportlerin       |
| ----- | ---- | ---------------- |
| 1     | BRA  | Beatriz Ferreira |
| 2     | CAN  | Caroline Veyre   |
| 3     | USA  | Mikaela Mayer    |
| 3     | VEN  | Krisandy Ríos    |

### Halbweltergewicht (bis 64 kg)
| Platz | Land | Sportlerin        |
| ----- | ---- | ----------------- |
| 1     | ARG  | Dayana Sánchez    |
| 2     | PUR  | Stephanie Piñeiro |
| 3     | USA  | Stacia Suttles    |
| 3     | VEN  | Omailyn Alcalá    |

### Weltergewicht (bis 69 kg)
| Platz | Land | Sportlerin       |
| ----- | ---- | ---------------- |
| 1     | ARG  | Lucía Pérez      |
| 2     | PUR  | Nisa Rodriguez   |
| 3     | USA  | Stephanie Malone |

### Mittelgewicht (bis 75 kg)
| Platz | Land | Sportlerin             |
| ----- | ---- | ---------------------- |
| 1     | CAN  | Tammara Thibeault      |
| 2     | USA  | Oshae Jones            |
| 3     | VEN  | Francelis Carmona Paez |
| 3     | PAN  | Atheyna Bylon          |

### Halbschwergewicht (bis 81 kg)
| Platz | Land | Sportlerin           |
| ----- | ---- | -------------------- |
| 1     | COL  | Jessica Caicedo      |
| 2     | CAN  | Marija Curran        |
| 3     | USA  | Krystal Graham-Dixon |
| 3     | NCA  | Fredly Ramírez       |

### Schwergewicht (ab 81 kg)
| Platz | Land | Sportlerin       |
| ----- | ---- | ---------------- |
| 1     | USA  | Danielle Perkins |
| 2     | NIC  | Jaritza Alvarado |

## Medaillenspiegel Männer
| Platz | Nation                  | Gold | Silber | Bronze | Gesamt |
| ----- | ----------------------- | ---- | ------ | ------ | ------ |
| 1     | Kuba                    | 8    | 2      | 0      | 10     |
| 2     | Kolumbien               | 1    | 3      | 2      | 6      |
| 3     | Dominikanische Republik | 1    | 1      | 1      | 3      |
| 4     | Vereinigte Staaten      | 0    | 2      | 3      | 5      |
| 5     | Ecuador                 | 0    | 1      | 2      | 3      |
| 6     | Argentinien             | 0    | 1      | 0      | 1      |
| 7     | Mexiko                  | 0    | 0      | 3      | 3      |
| 8     | Puerto Rico             | 0    | 0      | 2      | 2      |
| 8     | Venezuela               | 0    | 0      | 2      | 2      |
| 15    | Costa Rica              | 0    | 0      | 1      | 1      |
| 15    | Kanada                  | 0    | 0      | 1      | 1      |
| 15    | Guatemala               | 0    | 0      | 1      | 1      |
| 15    | Brasilien               | 0    | 0      | 1      | 1      |
| 15    | Trinidad und Tobago     | 0    | 0      | 1      | 1      |
|       | Total                   | 10   | 10     | 20     | 40     |

## Box-Offs
Neben den 40 männlichen Medaillengewinnern des Finales und Halbfinales erhielten jeweils zwei von vier im Viertelfinale jeder Gewichtsklasse ausgeschiedenen Boxern die Möglichkeit, sich für die Weltmeisterschaften 2017 in Hamburg zu qualifizieren. Dazu werden unter den ausgeschiedenen Viertelfinalisten jeweils zwei Kämpfe pro Gewichtsklasse ausgetragen.
| Klasse                          | Gewinner                                      |
| ------------------------------- | --------------------------------------------- |
| Halbfliegengewicht (bis 49 kg)  | Michael Tello GUA Robinson Rodriguez CRC      |
| Fliegengewicht (bis 52 kg)      | Yankiel Rivera PUR Jabali Breedy BAR          |
| Bantamgewicht (bis 56 kg)       | Alberto Melián ARG Ángel Jarquín NCA          |
| Leichtgewicht (bis 60 kg)       | Alexis Miguel Cruz DOM Wanderson Oliveira BRA |
| Halbweltergewicht (bis 64 kg)   | John Gutierrez COL Joedison Teixeira BRA      |
| Weltergewicht (bis 69 kg)       | Jonathan Soares BRA Gabriel Maestre VEN       |
| Mittelgewicht (bis 75 kg)       | Troy Isley USA Luis Rodriguez PUR             |
| Halbschwergewicht (bis 81 kg)   | Albert Ramírez VEN Rogelio Romero MEX         |
| Schwergewicht (bis 91 kg)       | Anthony Solano CRC Juan Nogueira BRA          |
| Superschwergewicht (über 91 kg) | German Heredia MEX Luis Calderon ARG          |